# 愛と誠
『愛と誠』（あいとまこと）は、原作：梶原一騎・作画：ながやす巧による日本の漫画（劇画）。『週刊少年マガジン』（講談社）にて1973年3・4合併号から1976年39号まで連載された。1975年に講談社出版文化賞児童まんが部門を受賞。累計部数は500万部を突破している。映画化・テレビドラマ化・ラジオドラマ化などもされている。

## 概要
不良少年の太賀誠、財閥令嬢の早乙女愛、二人の純愛を描いた学園青春漫画。冒頭にて、元インド首相ジャワハルラール・ネルーが独立運動家時代に獄中から娘（後の首相インディラ・ガンディー）へ宛てた手紙が引用されており、それに含まれる「愛」と「誠（誠実）」という言葉がタイトルの由来にもなっている。なお、この手紙の文章は、テレビドラマ版のオープニング・ナレーションとしても使用された。
本作品は『週刊少年マガジン』第4代編集長の宮原照夫が編集長に就任する以前から、梶原一騎の持つ繊細な部分に着目し「父と子のドラマ、子弟のドラマはもうやっている。読者である少年たちが、それら以外に出会う重要なドラマは何か。女性です」と持ち掛けたことにより誕生した。両者は、木下惠介監督の映画『野菊の如き君なりき』やイワン・ツルゲーネフの小説『初恋』を参考にして構想を温めていた。本作品は作画を務めたながやす巧の筆致もあって、少年誌に連載された純愛物の先駆けとなり一世を風靡。ヒロイン・早乙女愛が幼き日の太賀誠を回想して語った「白馬の騎士」や、その早乙女愛への報われない愛を貫く優等生・岩清水弘のセリフ「きみのためなら死ねる」などが流行語になった。また、それまでスポ根ものの第一人者という評価がついて回っていた梶原にとっては、そのイメージから脱却する転機ともなった。
単行本は、雑誌連載中に講談社コミックス（KC）として順次発売され、最終的に全16巻が出版された。その後、講談社漫画文庫（全16巻）、KCスペシャル（全13巻）、KCデラックス（全10巻）などの形で再出版された。
なお、漫画は全4部構成になっており、連載中に何度か休載をはさんでいる。
- 第一部： 1973年3・4合併号 - 同53号
- 第二部： 1974年3号 - 同36号
- 第三部： 1974年37号 - 1975年49号（1975年2号は休載）
- 第四部： 1975年52号 - 1976年39号

### 自筆原稿について
梶原の自筆原稿は『あしたのジョー』の一部を除いてほとんどが消失しているが、本作については、全175話のうち第12、35、55話の一部と第74話を除いたものが現存しており、風塵社から1997年に「梶原一騎直筆原稿集『愛と誠』」（ISBN 4938733366）として発売された。
2018年には、ながやす巧の自筆原稿のうち、外部に貸し出した後、行方不明となった15枚のうち1枚とみられる原稿がまんだらけのネットオークションに出品された。ながやすサイドは購入しないことを呼び掛けるも、400万円で落札された。この扱いにながやすサイドは落胆のコメントを発表したが、まんだらけサイドは原稿紛失を起こした講談社側の問題であるとして出品を特に問題視しなかった。

## あらすじ
信州の蓼科高原で早乙女愛（さおとめ あい）が偶然出会った不良青年・太賀誠（たいが まこと）。彼は幼い頃、愛の命を救った時、額に大きな傷を負ったばかりでなく両親や自らの人生さえも壊れてしまう。その償いとして誠を東京の高校へ転入させ、更生させようとするが、傷を負わされた誠の怒りは強く、逆に暴力で学園を支配しようと企む。しかし愛の献身的な行為により、これを阻止されると誠は関東一の不良高校・花園実業へと転校する。愛、そして彼女を愛し陰から支える男・岩清水弘（いわしみず ひろし）も花園へ移り物語は新たな展開を示す。
学園を支配する影の大番長・高原由紀（たかはら ゆき）、座王権太（ざおう ごんた）との対決、そして第3勢力の砂土谷峻（さどや しゅん）の登場。学園を舞台に誠と砂土谷の最後の対決が始まった。自分を捨てた母との悲しい再会ゆえに命を捨てて挑む誠の気迫に砂土谷は敗れた。束の間のやすらぎは長くは続かない。
次は愛の父が汚職事件に巻き込まれ逮捕、母は実家に戻り、かつてない苦況に立たされる。単身事件の解決に乗り出す誠は得意の喧嘩殺法で事件の首謀者達を叩きのめした。やがて検察の手で黒幕の総理が逮捕され、全てが解決されたその時、再び姿を現した砂土谷のナイフが誠を貫く。負傷した体を引きずり愛の待つ海岸へ向かった誠は、最後の力をふり絞り愛を抱きしめ初めての口づけを交わす。太賀誠と早乙女愛にようやく訪れた幸福な時は、今訪れ、そして…終わった。

## 登場人物

### 主要人物
太賀 誠（たいが まこと）
主人公。信州・蓼科でフーテン・タイガーと異名をとる札付きの凶暴な不良の高校1年生（後に2年生）。
幼い頃、園児であった愛の命を救ったことにより眉間に三日月キズが残り、そのことが原因で一年近い病床生活で同学年より一年遅れての進級となったことと、眉間のキズに対する負い目から粗暴な性格となり、やがては家庭不和となり両親が離婚。誠を残して蒸発し、以後完全な愚連隊として地元の不良のボスとしてケンカに明け暮れていた所、愛と運命的な再会を果たす。以後早乙女愛の願いにより早乙女家が身元引受人となり、早乙女家の援助を受け、愛と同じ名門・青葉台学園に転入するも眉間のキズが原因で味わってきた自分の苦しみを味わわせるため、わざと問題を起こして愛を窮地に立たせようと目論む。
早乙女 愛（さおとめ あい）
ヒロイン。早乙女財閥のブルジョア令嬢。青葉台学園中等部3年生（後に高等部1年生）。秀才でスポーツ万能（女子バレー部と女子体操部を掛け持ちし、主将を務める。器械体操の名手）。清潔で可憐かつさわやかなイメージで中等部・高等部を通じて全生徒から憧れの的であり、学園の明星、清純天使と謳われた青葉台学園のアイドル的存在。
幼い頃、小学生の誠に命を救われ、以後心の中に“白馬の騎士”として思い続けるも彼に与えたキズに深い苦しみを覚える愛であったが、再び訪れた信州・蓼科で誠と運命的再会を果たす。彼の境遇を知った愛は父親の力により、自分と同じ青葉台学園に転校させ、更生させようとするも誠の受けたキズが自分の想像を超えるはるかに衝撃的なものであったことを知り、ショックを受ける。誠が名門・青葉台を舞台に問題を起こすことによって彼女の名声は断たれ、落ちた偶像として地に落ちるも、誠の中にある良心を信じ、どんなに苦しく厳しくとも、誠を愛し続け、償い続けていこうと決心する。

### 誠や愛の友人・関係者
岩清水 弘（いわしみず ひろし）
青葉台学園中等部3年生（後に高等部1年生）。愛のクラスメートであり、愛と同じクラス委員を務める中等部きっての秀才。
クラスでは控えめで内気な存在であるが、愛に対する想いは深い。愛の気持ちが誠に向いていることを承知しつつも彼女の為に行動する事を誓い、どんな困難や恐怖も愛への想いを糧に立ち向かう。その想いの強さは愛への手紙の中に記した「早乙女愛よ、岩清水弘は君のためなら死ねる！」という一文にも表れており、その後も度々「君のためなら死ねる」と己を鼓舞するシーンが登場する。その後、誠のために愛が学園で窮地に立たされた時にも、理解を示しつつ時には助言し、相談にのり、愛の身を案じて手紙の文面通り行動を起こす謹厳実直な男。愛からは「りっぱだわ。メガネをかけていて青白くとも男らしい男だわ！」と評される。
早乙女 将吾（さおとめ しょうご）
愛の父親で早乙女財閥の当主。青葉台学園のPTA理事長。政財界に顔が利き、愛の頼みにより誠を少年刑務所送りから青葉台学園へ編入の手配をする。
早乙女 美也子（さおとめ みやこ）
愛の母親。上流階級の貴婦人として振る舞い、夫である将吾も頭があがらない存在で学園からも敬意と恐れを抱かれる存在。また、恐ろしいほど勘が鋭く、気性の激しく誇り高い性格であるが、窮地に立たされる（もしくは精神的ショックを受ける）と実家に戻る癖がある。
高原 由紀（たかはら ゆき）
花園実業高校2年生。花園スケバングループの影の大番長。新宿一帯を取り仕切る暴力団・高原組組長の養女。普段はツルゲーネフの『初恋』を持ち歩く文学的美少女（運動神経も抜群）であるが、裏では悪の花園を支配する女王的な存在。投げナイフの名手であり、標的には決して血をみせずとも、精神的にショックを与える百発百中の腕の持ち主。
座王 権太（ざおう ごんた）
花園実業高校3年生。花園高校の影の校長。政財界の黒幕である座王与平の一人息子。高原由紀に思いを寄せる用心棒的存在。怪力の大男で普段はヘラヘラしているが機嫌を損ねると人間台風のように大暴れする危険な存在。チエの輪と鉄道模型が趣味。
彼の出生前に身重であった母親が与平を狙う殺し屋の凶弾に撃たれた事が原因で知能の発達が遅れ、善悪の判断ができぬ悪童となり、今もその後遺症（知的障害）により、思い込んだら後先考えずに暴走する性質である。

### その他
座王 与平（ざおう よへい）
権太の父親で政財界を影から操る黒幕といわれる右翼の大ボス。花園高校のPTA会長であり、ひとり息子の権太を溺愛しており、権太の身に害を加える者があれば容赦はしない。
普段は温厚だが、時には気性が激しく、愛する心も憎む心も人一倍（もしくは五倍も十倍も）激しく持っている性格の持ち主。
砂土谷 峻（さどや しゅん）
新宿ヤング・マフィア“緋桜団”団長。団長以下10代の若者（未成年）で構成された新宿を根城にする新興勢力の暴力組織“緋桜団”を巨大化するために悪の花園を支配下におき、流血革命を起こそうとする。
ムチを使わせては悪魔のような天才であり、冷酷非情で人間味ゼロのコンピューターつき悪魔と称される。任務に失敗した手下にも容赦なく制裁を加え、緋桜団の存在と目的を漏らした者にも容赦はしない。

## 評価
漫画編集者・評論家のササキバラ・ゴウは本作について、学生運動の頓挫、オイルショックの影響による高度経済成長の終焉といった社会情勢を反映したものだとし、主人公の太賀誠については「『あした』を見失ったあげく、内ゲバをするしかなくなった時代の空気がそのまま投影されているかのよう」と評している。ヒロインの早乙女愛をめぐって太賀と関わることになる岩清水弘も合わせて、「生きる目標を失った者が、最後に残った唯一の価値として『愛』にたどりついて、もがき苦しんでいるかのよう」と評している。
弥生美術館学芸員の松本品子は本作について「少年漫画誌における純愛学園ものの先駆け」としつつも、「ロマンチックなシーンはほとんどなく、乱闘シーン続出の硬派な作品」と評している。
漫画家の塀内夏子は本作や『おれは鉄兵』の読者だったが、周囲にはすでに番長は存在しなかったとし、「「愛と誠」って一種の学園ファンタジーだったのかも‥‥」と評している。同じく漫画家の山下てつおは「誠のようなかっこいい男を描きたいとつねに思っています」「「愛と誠」を読まなければボクはマンガを描いていなかったかもしれません」と評している。

## パロディ・オマージュなど
- 小林まことの漫画『1・2の三四郎』では、主人公・三四郎たちの同級生として岩清水 健太郎（いわしみず けんたろう）というキャラクターが登場するが、これは本作に登場する岩清水弘のパロディとなっている[10]。本作の岩清水がヒロインを一途に思うメガネキャラであるのに対して、『1・2の三四郎』の岩清水は「いい加減」「スケベ」という役どころで、本作における岩清水が発する名言も「その場しのぎのため」「スケベのため」という具合に変化をしている[10]。作者の小林によれば周囲は梶原作品を笑うことに当惑していたが、梶原本人は本作を気に入り、あるパーティにおいて両者が対面した際に「あの漫画おもしれえな！」と握手を求めてきたという[11]。
- 臼井儀人著『クレヨンしんちゃん』の単行本第25巻で、世田谷区の一等地からしんちゃんたちの通うアクション幼稚園に転園した大金持ちの園児・酢乙女 あい（すおとめ あい）（本家ヒロイン・早乙女愛のパロディ）がしんのすけに恋をし、それ以降も「しん様」とひたすらしんのすけに愛を尽くすキャラクターとして描かれている。
- ゆうきまさみ著『究極超人あ〜る』の単行本第2巻「鉄の女」で、春風高校一の色男ぶった軟派男・鰯水 等（いわしみず ひとし）（上記同様・岩清水弘のパロディ）が登場し、本家・岩清水の口癖である「君のためなら死ねる」発言を披露する。
- 本宮ひろ志著『硬派銀次郎』の単行本第1巻「子づれ大番長」の挿話で、転校生のヒロイン・小沢高子が主人公・銀次郎の額の傷を見て「んまっ『愛と誠』ね。かっこいい」と惚れる場面がある。
- コンタロウ著『1・2のアッホ!!』の単行本第2巻「ああ！純愛山河の巻」で、物語の構成そのものが『愛と誠』のパロディとなっており、友情学園に転校してきた不良少年・ゴンタロウを追って同じく転校してきた美少女・岩崎ヒロミちゃん（連載当時の人気アイドルだった岩崎宏美がモデル）に一目惚れした波目が『他紙』と書かれた雑誌（『週刊少年マガジン』を連想させる）を読みながら「ウフッ、ヒロミちゃん……キミのためなら死ねる！！」と告白のリハーサルを行う場面がある。
- 小林よしのり著『東大一直線』の第127話「多分の愛と誠」で、主人公・東大通が一目惚れした美少女・川島妙子が東大の迷コンビである多分田吾作と付き合っている理由として『愛と誠』での幼き頃の愛と誠の運命的出会いをパロディにした挿話となっており、それが原因で「私は彼に愛でむくわなければなりません」と妙子から訊かされた東大が「しかし、ワイだって妙子さん。君のためなら死ねるよ！」と発言する場面がある。
- 蛭田達也著『コータローまかりとおる！』の単行本第2巻「とんでもないケガ人」で、主人公・コータローを取り締まる風紀委員会・班長に砂土谷 峻平（さどやしゅんぺい）[注 2]（本作に登場する太賀誠の大敵・砂土谷 峻のパロディ）が登場し、さらにはその手下として「血桜団」（砂土谷峻の手下である『緋桜団』のもじり）が登場する。
- 江口寿史著『江口寿史のなんとかなるでショ!』の「ジャミラおぢさんの悪夢」で、当時の大ヒットホラー映画『エルム街の悪夢』のパロディである話の登場人物に早乙女 愛子（さおとめ あいこ）（本家ヒロイン・早乙女愛のパロディ）と岩清水が登場している。また、その続編として『それからの早乙女愛』（『なんとかなったワケ! 』に収録）が描かれている。
- 泉昌之著『松任谷幸男究極の純愛シリーズ』（本作の松任谷 幸男〈まつとうや ゆきお〉自体が岩清水弘のパロディ）の一篇（計4部作『豪快さんだっ!』に収録）に『愛とまとこ』のサブタイトルが表題されており、内容も『愛と誠』の物語の中で誠と岩清水がナイフを使用した決闘シーンのパロディが描かれている。
- 真倉翔・岡野剛著『地獄先生ぬ〜べ〜』の♯76「百々目鬼の巻」で、ぬ〜べ〜の教え子である栗田まことの恋人役として童守小一の才女・篠崎愛が登場し、♯85「肉人の巻」で除霊を引き受けたぬ〜べ〜が和尚とともに童守寺へ出向いた時に栗田まことと篠崎愛の悲鳴を聞いて「いや…あの声は聞きおぼえがある…。まこと…愛だ！」と言った時に「何っ！？愛と誠…」と学帽を被った和尚が答えるカットがある[注 3]。
- 大場つぐみ・小畑健著『バクマン。』の単行本第13巻108㌻（話）「愛読者と一目惚れ」で、読み切りで恋愛モノを描く事を決めた主人公・真城最高（サイコー）が参考として『タッチ』と『愛と誠』を読んで相方である高木秋人（シュージン）とともに研究する場面がある。また、バイオレンス系のバトル物を得意とする漫画家・福田真太が人気作家読切祭（スーパーリーダーズフェスタ）に亜城木夢叶（サイコーとシュージンの共同ペンネームで福田のライバル）と新妻エイジ（天才人気漫画家で福田の師匠）がエントリーして恋愛モノを描くことを知ったことから「オレも描く」と宣言して「そうだな。「愛と誠」ばりの少年恋愛マンガ描いてやる」と発言する場面がある。
- くりいむレモンシリーズの『森山塔ベストヒット　そうかもしんない』に岩清水と、愛に相当する“今日子”が登場する。

## 備考
- 明石家さんまは弟子時代に落語を取るか、女を取るか、悩んだ時にちょうどその頃、マンガの『愛と誠』に凝ってた影響から、愛を取った方がカッコええという結論に達して弟子を辞めて当時付き合っていた彼女と東京へ駆け落ちしたエピソードを語っている[12]。
- 『とんねるずのみなさんのおかげです』〈1991年1月31日放送〉の「おかげです名作劇場」で『愛と誠』のパロディが放送され、太賀誠を石橋貴明、早乙女愛を工藤静香、岩清水弘と高原由紀を木梨憲武が演じた。幼い頃、スキー場で誠に命を救われた愛は誠を追って少年刑務所予備校といわれる花園実業高校1年B組に転入してきた。愛は誠の額に残っていた傷跡を見て心を痛める。そこへ愛の事を気にかける青葉台高校の秀才・岩清水がやってきて誠に対決を挑み、さらには花園の影の大番長の高原由紀も誠の命を狙おうとする…内容となっている[13]。
- 『週刊お宝TV』〈2007年4月14日放送〉「恋愛のカタチ」をテーマに各ゲストが思い出の作品を取り上げて語るなかでゲストの一人である高田延彦が『純愛山河 愛と誠』を取り上げ、本作についての思い入れを語っており、ドラマでは物語の中盤で最終回を迎えた事から番組では特別に漫画の最終回をゲストでアテレコしている[14]。
- 映画『ビー・バップ・ハイスクール』シリーズ全６作の脚本を担当した那須真知子は優等生であったので『ビー・バップ』を読むまで不良の事をよく知らず、那須にとっての不良のイメージは『愛と誠』の世界でしかなく(『愛と誠』をイメージして)不良は正しい人だと思っていた。[15]
- 『愛と誠』と同時期に『少年サンデー』で連載していた学園漫画『男組』〈原作：雁屋哲、漫画：池上遼一〉の担当編集者であった白井勝也は後に梶原から「『愛と誠』は池上さんでやりたかった。お前が連れて行ってしまうから」[注 4]と愚痴られ、本当だったら池上さんでの『愛と誠』が実現していたかもと語っている。[16]
- 高原由紀が常に持ち歩いた愛読書、ロシアの文豪ツルゲーネフの代表作『はつ恋』(1860年）は、中年の紳士たちが自分たちの青春時代の恋を語りあうシーンから始まり、その中の一人が自分の初恋を語る態様で物語が展開していく。『愛と誠』も、中学生のキャンプファイアーの中で早乙女愛が幼少時の大賀誠との邂逅（＝初恋）を語り出すことで物語が始まっていることから、梶原一騎が『はつ恋』を単に劇中小道具として用いたのではなく、『愛と誠』の純愛山河を時間が経過してもやせ細ることのない真実として象徴的に『はつ恋』と重ね合わせたと読むことができる。『はつ恋』の主人公も16歳であり、劇中の早乙女愛と重なる。（ツルゲーネフは生涯独身を貫いている。）[独自研究?]

## 書誌情報
- 梶原一騎（原作） / ながやす巧（漫画） 『愛と誠』 講談社〈講談社コミックス〉、全16巻
  1. 1973年11月7日発売[17]、ISBN 978-4-06-109217-4
  2. 1973年11月7日発売[18]、ISBN 978-4-06-109218-1
  3. 1974年1月28日発売[19]、ISBN 978-4-06-109227-3
  4. 1974年4月13日発売[20]、ISBN 978-4-06-109241-9
  5. 1974年7月4日発売[21]、ISBN 978-4-06-109255-6
  6. 1974年9月4日発売[22]、ISBN 978-4-06-109270-9
  7. 1974年10月2日発売[23]、ISBN 978-4-06-109273-0
  8. 1974年12月6日発売[24]、ISBN 978-4-06-109281-5
  9. 1975年2月17日発売[25]、ISBN 978-4-06-109290-7
  10. 1975年4月30日発売[26]、ISBN 978-4-06-109298-3
  11. 1975年7月21日発売[27]、ISBN 978-4-06-109312-6
  12. 1975年10月6日発売[28]、ISBN 978-4-06-109327-0
  13. 1975年12月12日発売[29]、ISBN 978-4-06-109340-9
  14. 1976年4月15日発売[30]、ISBN 978-4-06-109357-7
  15. 1976年7月15日発売[31]、ISBN 978-4-06-109381-2
  16. 1976年9月16日発売[32]、ISBN 978-4-06-109399-7

## 実写作品

### 映画（松竹版）
- 西城秀樹（大賀誠役）・早乙女愛（早乙女愛役）コンビでの第1作の大ヒットにより、続編二作品が製作された[33][34]。
- 太賀誠役が二作目、三作目は代わるが、原作同様、不良学生と純真な少女の熱烈な愛を描く同じ世界観を持つ青春映画となっている[35][36]。

#### 愛と誠（1974年映画）
『愛と誠』。1974年7月公開、松竹映画。

##### キャスト（1974年映画）
- 大賀誠 - 西城秀樹
- 早乙女愛 - 早乙女愛(新スター)[37]
- 岩清水弘 - 仲雅美
- 城山郷介 - 高岡健二
- 火野将平 - 織田あきら
- 白川三平 - 坂上大樹
- 早乙女毅一郎 - 鈴木瑞穂
- 早乙女寿美 - 有沢正子
- 小橋教頭 - 穂積隆信
- 久松先生 - 北浦昭義
- 真弓 - 中川三穂子
- 前川紀世子 - 南陽子
- 前川加恵 - 進千賀子
- 西田運転手 - 三角八郎[37]

##### スタッフ（1974年映画）
- 監督 - 山根成之
- 脚本 - 石森史郎、山根成之
- 原作 - 梶原一騎、ながやす巧
- 企画 - 瀬島光雄、沢根幸男
- 製作 - 樋口清、秦野貞雄
- 撮影 - 竹村博
- 美術 - 横山豊
- 音楽 - 馬飼野康二
- 録音 - 平松時夫
- 照明 - 飯島博
- 編集 - 富宅理一
- 助監督 - 佐光曠
- スチール - 赤井博且
- 製作 - 松竹、芸映プロ[37]
- 配給 - 松竹[37]

##### 製作経緯
1973年の上村一夫の漫画『同棲時代』の映画化『同棲時代 ―今日子と次郎―』で大当たりをとった松竹が、同じ純愛物である本作を「柳の下のどじょう」を狙い映画化。監督は『同棲時代 ―今日子と次郎―』と『しなの川』をヒットさせた山根成之。主演の大賀誠役は、連載中の漫画を読んで映画化されると聞き、原作の梶原一騎に直談判して役を勝ち取った西城秀樹。当時、人気絶頂の西城の意気込みは並々ならぬものがあったが、予期せぬ異変にぶつかった。「愛と誠」の読書層から「人気歌手の片手間仕事に"愛と誠"を渡さないで下さい!」「大事にしてるイメージが崩れる!」「わずかの原作料がそんなに欲しいか!」など、西城拒否の投書が梶原や週刊少年マガジン編集部にも山積する事態となった。「あしたのジョー」の助命嘆願の投書でこうした事態も経験済みではあったが、劇画ファンの思い入れの烈しさ、一途さには梶原らも改めて驚かされた。この騒動に西城が『週刊少年マガジン』誌上でで「スクリーンの西城"誠"を見てくれ!」と受けて立つ一幕もあった。
もう一つの難題は西城の相手役"愛"の女優の人選。愛役は誰しもやりたいが、世の狂熱的ヒデキ・ファンを敵にまわしたくない、カミソリ入りの封書など送り付けられたくないなどの理由でどの女優にも断られ、キャスティングは難航した。最初は浅田美代子が"愛"役に意欲を燃やしたが、浅田は西城と同じ所属事務所の芸映で、浅田はヒデキ・ファンから極度に嫌われており、芸映及び松竹に抗議の電話が殺到し、浅田の"愛"役も消えた。仕方なく松竹は愛役を一般公募とした。1973年春に新聞広告と松竹系の劇場にポスターを貼り告知。応募条件は「満15才から19才の未婚女性」等で、人気絶頂の西城の相手役ということもあり、全国から約4万人が応募。三次審査を経て、1974年5月10日に日本橋三越で決戦大会が行われた。決戦大会は宣伝も兼ねて、公開決戦審査会形式で行われ、最終審査15人の中で、監督の山根は「鹿児島訛りが使い辛い」と反対したが、審査員だった西城と『週刊少年マガジン』宮原照夫編集長の意見が一致し、ヒロイン名をそのまま芸名にした早乙女愛が選ばれた（賞金100万円）。梶原は早乙女が審査会場で「ヒデキ・ファンじゃないわ」と公言したと話しているが、早乙女は1983年の『週刊朝日』のインタビューでオーディションに応募した理由を「タダで東京へ行けて、西城秀樹さんにも会えるから」と述べている。
誠の好対照の優等生・岩清水は当時のイケメン俳優・仲雅美が演じた。仲は「君のためなら死ねる!、なんて僕のキャラクターじゃないから、絶対にイヤ」と抵抗したが、監督の山根に「他に適役が見つからない」と押し切られたという。原作でも名場面の一つだった度胸試しにグラウンドにナイフを立てて、それを見ないで仰向けに倒れて、ナイフに近い方が勝ちになるタイマン勝負のシーンは、本物のナイフを立てて、仲と西城が吹き替えなしで演じた。仲は「あれは本当にナイフを立てて後ろから倒れたんですよ。西城君もよくやったと思います。これをやってたら、役者っていうのはいつか大怪我をするなと思いました」と述べている。
それまで"スポ根"作家だった梶原一騎初の"メロドラマ"で、注目度の高い西城主演映画でもあり、コケると目立つ恐れもあって、梶原は絶対に成功させなければならないという思いから、初稿シナリオを数10ヵ所をチェックし、監督にもプロデューサーに何度もダメ出しした。梶原はそれまでの自身原作の映像化作品には、ほとんど口を出していなかった。また主演の西城も『愛と誠』ファンから歌手の片手間仕事は迷惑」と思わぬボイコットの突き上げを食らったことから、ムキになって熱演し、ロケ現場を見学した梶原は宮原編集長と「劇画の地位も向上したんだな」と感慨を分かち合った。

##### 興行成績
内容は西城秀樹の"アイドル映画"的な趣きではあったが、アンチ・ヒデキであろうが『愛と誠』ファンが映画化には無視できず、加えて狂熱的ヒデキファンの大群が「われらのヒデキにケチつけるとは何事か、見返してやる」とばかり大挙劇場に殺到し大ヒットした。新宿の映画館では劇場のドアが閉まらず、消防車が出動した。1974年の松竹作品観客動員ベスト3に入った。松竹の看板シリーズ『男はつらいよ』や、『砂の器』並みの配収9億円、配収7億円を挙げ、映画業界に「劇画恐るべし」という認識を与えた。松竹は1975年の製作方針として青春路線の増産を決定し、本作続編を皮切りに1975年に11本の青春映画の製作を決めた。

##### 後世への影響
本作の大ヒットにより、それまで単なる"劇画作家""スポ根"作家だった梶原一騎に『愛と誠』のテレビドラマ化の話が持ち込まれた。本映画同様、愛役の選定にオーディションが行われ、梶原独断で池上季実子がヒロインに選ばれ、梶原が池上を当時の所属劇団から引き抜き、梶原プロダクションを設立した。梶原は次いで「三協映画」を共同で設立して映画の製作にも乗り出し、梶原の原作作品が各映画会社で実写化されたことで、"劇画作家"から、映画プロデューサー、芸能プロダクション社長として芸能界に顔を効かせるようになった。しかし事業経営や管理者としては素人な梶原は、多忙にさらなる多忙を重ね、本業である原稿執筆に悪影響を及ぼした。本作以降はヒット作にも恵まれず、連載も短命が続いた。芸能界でも映画界でも段々勢いも落ち、その苦悩からいら立ち、プライベートでの酒と暴力、女性問題に繋がり、後に語られる"狂気の時代"へ突入していく。梶原にとっていい意味でも、悪い意味でもエポックとなったのが本作であった。

##### 漫画原作映画
漫画劇画作品の実写映画化は、東宝が1940年代から「サザエさんシリーズ」、東映が1960年代に児童向け忍者映画などを製作した。漫画を原作とするアニメーション映画が劇場で公開されるのは『鉄腕アトム』や「東映まんがまつり」など1960年代から始まったものだが、実写映画化は1970年代に入ってTVアニメに並行、あるいは後を受ける形で目立って増えた。これは映画各社がテレビと洋画の台頭によって、売り上げを大きく落とし、自社で企画する能力を失ったという背景がある。「学園不良映画」最初の実写化といわれる1971年の『男一匹ガキ大将』を始め、「学園不良もの」は多数実写化されたが本作『愛と誠』は「学園不良もの」最大のヒット作ともいわれる。他にも、本作と同じ梶原原作による『あしたのジョー』の実写化や、珍作『ルパン三世 念力珍作戦』、『子連れ狼』『女囚さそり』『ハレンチ学園』『高校生無頼控』『ダメおやじ』『嗚呼!!花の応援団』など、映画各社が続々と実写映画化し大ヒット作品も生まれた。特に"不良映画"を得意とする東映がこのジャンルに最も力を注ぎ『男組』など数多く実写映画化した。実写映画化される作品は、"セックス"と"暴力"をテーマとする作品が多かった。

#### 続・愛と誠
『続・愛と誠』。1975年3月公開、松竹映画。併映作は「再会」。

##### キャスト（1975年映画）
- 早乙女愛 - 早乙女愛
- 太賀誠 - 南条弘二
- 天地大介 - 森次晃嗣
- ひろみ - 清水理恵
- 洋子 - 中川加奈
- マリ - 西川洋子
- ミドリ - 水野谷左絵
- 座王権太 - 千田孝之
- 早乙女毅一郎 - 鈴木瑞穂
- 早乙女寿美 - 有沢正子
- 秋山校長 - 北沢彪
- 青田先生 - 大泉滉
- 白木教頭 - 高城淳一
- 大下先生 - 坊屋三郎
- 高原由紀 - 多岐川裕美

##### スタッフ（1975年映画）
- 監督 - 山根成之
- 脚本 - 石森史郎、山根成之
- 原作 - 梶原一騎、ながやす巧
- 製作 - 樋口清、秦野貞雄
- 撮影 - 竹村博
- 美術 - 重田重盛、横山豊
- 音楽 - 馬飼野康二
- 録音 - 田中俊夫
- 照明 - 飯島博
- 編集 - 富宅理一
- 助監督 - 佐光曠
- スチール - 金田正
- 製作・配給 - 松竹

##### 製作経緯
第一作の大ヒットに気をよくした松竹は『男はつらいよ』のように、秀樹主演でシリーズ化しようと構想した。当初は1975年のゴールデンウイーク公開を予定していたが、第一作の大ヒットにより、新星・早乙女愛のネームバリューが薄れないうちに、という判断がなされ、映画封切りを1975年の春休みに繰り上げた。早乙女は鹿児島在住の高校生で度々の上京が容易でなく、映画の撮影は長い休みが取れる時期しか不可能なため、撮影は必然的に早乙女の冬休みとなり、年末年始に急に西城のスケジュールが取れるわけもなく、やむなく今度は太賀誠役の方を一般公募することになった。最終審査のオーデイションには51人が集まり、「線は細く見えるが、原作のイメージにぴったり」という理由で南条弘二が選ばれた。南条は当時"小林弘二"という名前でNHKの『銀座わが町』にレギュラー出演した他、東芝から「初恋の海は遠い」で歌手デビューもしていた。"南"条という芸名は、"西"城にあやかり、苗字を南条と改名した。南条は日大桜ヶ丘高校を卒業したばかりの19歳。松竹は「藤岡弘を若くして線を細くした感じ。マスク、不良性とも西城に勝るとも劣らないタレント性を持っている」などと吹聴した。
松竹は1975年の製作方針として青春路線の増産を決定していたが、西城の穴はどう考えても大きく、不発に終わるようなら青春路線の継続も難しくなることから、西城に代わる話題性が欲しい松竹は、東映の"秘蔵っ子"スターといわれた多岐川裕美を高原由紀役として貸し出しに成功した。
一作目に誠役を演じた西城は本質的には陽性キャラで、暗い情熱の炎を燃やす誠役にはミスマッチで、内容もスポーツで決闘するという不良っ気の薄い健全なストーリーになったが、続編である本作は劇画のクライマックス部分を映像化したことで、よりハードにバイオレンス度が高まった。南条は陰気でイマイチだったが、花園実業の影の大番長・高原由紀を演じた多岐川裕美の好演や、リンチシーンのハードさと相まってエクストリームな不良映画となった。
早乙女が一作目に西城の相手役に決った直後には、やっぱり早乙女にカミソリ入りの小包がごっそり送り付けられたが、相手役が代わったことで今度は編愛的な西城ファンから励ましの手紙がたくさん来るようになった。また第一作封切後は、早乙女の許に多い時で300通、平均180通にファンレターが届くようになった。第二作の製作が決まった時点で、既に第三作の企画も挙がり、1975年夏に撮影を予定していると公表された。また早乙女の歌手デビューの計画も合わせて公表された。
早乙女の学校の都合で撮影日数は23日。うち早乙女の拘束期間は12日間程度。松竹大船撮影所近くの旅館に泊まり、撮影所を往復した。
1975年1月15日、クランクイン。休日返上の連日の夜間撮影の強行スケジュール。新人養成監督と異名を持ち、早撮りでは定評のある山根監督も「わたしもしごかれています。スケジュール優先で、作品まで潰されてはたまりません」と不満を漏らした。
多岐川扮する高原由紀が入水自殺するシーンのロケは1975年2月13日、千葉県長生郡白子町の浜宿海岸で行われた。東映の"秘蔵っ子"といわれた多岐川を借り出した松竹の扱いは丁寧そのもので、海岸に風呂場を5個も用意し、持ち込んだプロパンガスで臨時浴場を作り、海から上がった多岐川をすぐ温められるように万全の態勢。まだ寒い時期で海から上がった多岐川の唇は真っ青だった。多岐川は「私の短い作品歴の中で代表作になれる気がしてるんです」と話した。

#### 愛と誠・完結篇
『愛と誠・完結篇』。1976年9月公開、松竹映画。

##### キャスト（1976年映画）
- 早乙女愛 - 早乙女愛
- 太賀誠 - 加納竜
- 砂土谷峻 - 柴俊夫
- 座王与平 - 大滝秀治
- 早乙女将吾 - 根上淳
- 早乙女美也子 - 白木万理
- 太賀トヨ - 根岸明美
- アリス - スーザン
- 座王権太 - 千田孝之
- 岩清水弘 - 内田喜郎
- 花園実業校長秋山 - 十朱久雄
- 国語教師青田 - 大泉滉
- 修理工場経営者岡島 - 阿部昇二
- 湊川会大幹部梶本 - 橋本功
- 湊川会会長鬼頭 - 汐路章
- オスカーのマスター - 東八郎
- オデン屋の親爺 - 佐藤蛾次郎
- 顧問弁護士 - 藤村有弘
- ヤキトリ屋の親爺 - 山本幸栄

##### スタッフ（1976年映画）
- 監督 - 南部英夫
- 脚本 - 山根成之、長尾啓司、南部英夫
- 原作 - 梶原一騎、ながやす巧
- 企画 - 川野泰彦
- 製作 - 瀬島光雄
- 撮影 - 竹村博
- 美術 - 芳野尹孝
- 音楽 - 田辺信一
- 録音 - 中村寛、松本隆司
- 照明 - 飯島博
- 編集 - 杉原よ志
- 製作主任 - 沼尾鈞
- 進行 - 藤田晴広
- 助監督 - 栗山富夫
- スチール - 長谷川宗平
- 製作宣伝 - 藤谷正雄
- 製作 - 三協映画
- 配給 - 松竹

##### 製作経緯
3代目誠を演じたのは、シャープなルックスの加納竜。オープニングのバイクスタントをはじめ、アクション要素を前面に立て、政界黒幕の陰謀事件を絡ませるなど、一作ごとに不良度を増す珍しいシリーズになった。

### 映画（角川・東映版）
『愛と誠』は2012年6月16日公開の日本映画。第65回カンヌ国際映画祭ミッドナイトスクリーニング部門での正式招待作品。監督は『十三人の刺客』の三池崇史。主演は妻夫木聡と武井咲。
1970年代の日本歌謡曲のミュージカルナンバーやダンスを用いたミュージカル調の映画である。アラサーの俳優陣が高校生役を務めるなど、"梶原イズム"のパロディとも評される。キャッチコピーは「天使が悪魔に恋をした」。
2012年6月16、17日の初日2日間の映画観客動員ランキング（興行通信社調べ）は初登場第11位となっている。

#### キャスト（2012年映画）
- 太賀誠 - 妻夫木聡 / 幼少期 - 加藤清史郎
- 早乙女愛 - 武井咲
- 岩清水弘 - 斎藤工
- 高原由紀 - 大野いと
- ガムコ - 安藤サクラ
- 座王権太 - 伊原剛志
- 先生 - 前田健
- 太賀トヨ - 余貴美子
- 早乙女美也子 - 一青窈
- 早乙女将吾 - 市村正親
- 叶高、内野智、馬場徹、大槻博之、長谷川公彦、亜矢乃、山田真歩、渡邉紘平、黒石高大、戸井智恵美、日向寺雅人、青木健、藤沼剛、山入端佳美、菊池明明、菊地廣隆、夏目鈴、木村亜梨沙、河村春花、日下雄一朗、鈴木ゆき、石田健、小林麗菜、春名友美、長谷川とき子、ホリケン。、 能見達也、右門青寿、山内健嗣、幸将司、福沢重文、小川陽平, 椋田涼、平野貴大、粟島瑞丸、河井誠、伊藤優衣、板倉チヒロ、宇野まり絵、米持茜　ほか

#### スタッフ（2012年映画）
- 監督 - 三池崇史
- 脚本 - 宅間孝行
- 脚本協力 - 高橋美幸
- 原作 - 梶原一騎、ながやす巧「愛と誠」講談社漫画文庫所載
- 音楽 - 小林武史
- 音楽制作 - 烏龍舎
- 振り付け - パパイヤ鈴木
- 撮影 - 北信康
- 美術 - 林田裕至
- 装飾 - 坂本明
- 録音 - 中村淳
- 音響効果 - 柴崎憲治
- 照明 - 渡部嘉
- 編集 - 山下健治
- VFX・CG - OLM
- アクションコーディネーター - 辻井啓伺、出口正義
- ラボ - 東映ラボ・テック
- スタジオ - 角川大映スタジオ
- エグゼクティブプロデューサー - 井上伸一郎、椎名保
- アソシエイトプロデューサー - 石綿智巳（ケイダッシュ）
- ラインプロデューサー - 今井朝幸
- 企画 - 伊藤秀裕、土川勉
- 製作者 - 池田宏之、藤岡修、遠藤茂行、平城隆司、奥野敏聡、阿佐美弘恭、木下直哉、伊藤秀裕、堀義貴
- プロデューサー - 杉崎隆行、鷲頭政充、山崎美春
- 企画協力 - 高森篤子、永安福子[74]
- 特別協力 - 真樹日佐夫
- 製作 - 「愛と誠」製作委員会（角川書店、ハピネット、東映、テレビ朝日、オー・エル・エム、NTTドコモ、木下グループ、エクセレントフィルムズ、コンセプトフィルム、ホリプロ）
- 制作プロダクション - エクセレントフィルムズ、OLM
- 配給 - 角川映画、東映

#### 主題歌（2012年映画）
- 主題歌 - 一青窈「愛と誠のファンタジア」
- エンディングテーマ - かりゆし58「笑っててくれよ」

#### 製作
脚本オファーを受けた宅間孝行は、原作の持つ破滅的な行動を取り続ける男とそれに寄り添い続ける女の純愛の一点のみを貫き通した世界観を、今日ダイレクトに描くと、その時代を知らない人が観たらコメディ映画になってしまう恐れがあると考えた。それで現代と過去を融合させるバズ・ラーマン的世界にヒントを得て、当時を知らない役者が70年代歌謡曲を唄い踊るミュージカル映画にしたいと考えた。このアイデアに難色を示す関係者もいたが、原作者・梶原一騎の弟・真樹日佐夫が理解を示したことにより進行できることになった。ミュージカル映画を想定したとき、同時に宅間の頭に浮かんだのが1986年と1987年に日本テレビで放送された『メリー・クリスマス・ショー』で、高校生の時楽しんで観た宅間は、この番組に参加していた小林武史に音楽を頼んだ。こうして『メリー・クリスマス・ショー』のように俳優が1曲、役のテーマ曲を唄うという音楽ショーのような台本を書き上げた。出演者はまだ一人も決まっていない段階だったが、宅間と小林は二人でカラオケに行き、当時の流行歌を聞きまくり、1曲1曲決めていった。ただし、太賀誠は西城秀樹の『激しい恋』と宅間が既に決めていて、宅間は2009年のNHK朝ドラ『つばさ』で西城と共演しており、ホンを書くなら映画版第一作で太賀誠を演じた西城のオマージュを入れたいと考え、西城の曲で一番好きな『激しい恋』を採用し、小林に現代風にアレンジしてもらった。宅間は1970年生まれのため、70年代は青春期には浴びてはいないが、大きくひっくるめて"昭和の映画"の自由さをリスペクトしたという。

#### 受賞（2012年映画）
- 第36回日本アカデミー賞
  - 新人俳優賞（武井咲）
- 第86回キネマ旬報ベスト・テン
  - 助演女優賞（安藤サクラ）
- 第67回毎日映画コンクール[76]
  - 女優助演賞（安藤サクラ）
- 第37回報知映画賞
  - 助演女優賞（安藤サクラ）
- 第25回日刊スポーツ映画大賞・石原裕次郎賞
  - 新人賞（武井咲）
- 第24回山路ふみ子映画賞
  - 新人女優賞（武井咲）
- 第17回日本インターネット映画大賞
  - 助演女優賞（安藤サクラ）
- 第34回ヨコハマ映画祭
  - 助演女優賞（安藤サクラ）
- 芸術選奨新人賞
  - 映画部門（安藤サクラ）
- 第1回ジャパンアクションアワード
  - ベストスタント賞 優秀賞（ガムコ宙吊りシーン）
  - ベストアクション男優 優秀賞（妻夫木聡）
  - ベストアクション作品賞 優秀賞
- 第37回エランドール賞
  - 新人賞（武井咲）

### テレビドラマ
1974年にドラマ化。東京12チャンネル（現：テレビ東京）で放映。
- 純愛山河 愛と誠 - 放映期間：1974年10月4日 - 1975年3月28日、東京ムービー製作。全26話。

映画一作目の大ヒットにより、テレビドラマ化がなされ、主役・愛役のオーディションで当時まだ15歳の池上季実子が選ばれた。相手役の誠を演じる夏夕介は当時すでに24歳であった。池上は主題歌も歌った。本作の四国ロケ中の池上の誕生日に祖父の八代目 坂東三津五郎がフグにあたって急逝したが、「帰らせてほしい」とは一言もいわず撮影を続けた。
映画版にはないケンカシーンの監修に梶原の実弟・真樹日佐夫を起用し、本格的な極真空手の動きを殺陣に取り入れた。しかし、子供たちに悪影響を与えるとの抗議があり、さらにスタッフがギャラ未払いに対してストライキを行うという状況に陥ったため、半年で打ち切られた。
アニメ製作プロダクションである東京ムービーがテレビドラマ製作を手掛けた唯一の作品だが、現場における下請製作は『電人ザボーガー』の友映がノンクレジットで担当していた。監督の中西源四郎は、『ザボーガー』で助監督から監督に昇進したのち本作品へ参加した。
キャスト
- 早乙女愛：池上季実子
- 太賀誠：夏夕介
- 岩清水弘：中島久之
- 高原由紀：高原由紀（海野まさみから改名）
- 天地大介：平泉征
- 愛の父：高橋昌也
- 愛の母：鳳八千代
- 太賀誠の子供時代：田鍋友啓
- 早乙女愛の子供時代：戸川京子
- 高原由紀の子供時代：土田里美
- ジョージの子供時代：土屋信之
- 校長：名古屋章
- 高原由紀の父：真樹日佐夫（特別出演）
- 石松：苅谷俊介
- 豚松：河原裕昌
- リズ：久邇あき子
- ハト子：愛田純
- エラ：加瀬麗子
- デビ：飛柿マチカ
- ガム子：伊藤こずえ
- サザエ：笹田典代
- ベベ：芹沢由美
- ケメ子：城山いづみ
- メグ：田中エリカ
- タンク：山梨桂子
- ナレーション：北村総一郎

ほか
スタッフ
- プロデューサー：川野泰彦、寺尾征夫
- 企画：藤岡豊、山本又一朗
- 原作：梶原一騎、ながやす巧（漫画）
- 殺陣指導：真樹日佐夫（極真会三段）
- 協力：梶原プロダクション、マス大山空手スクール、Air France、拓殖大学、聖マリアンナ医科大学病院、東洋大学、高知県観光課、高知市観光課、高知市観光連盟、土佐山田町観光課、土佐御苑ホテル、麓宝苑、よこなみ、竜河洞保存会、南紀串本町観光協会、南紀串本ホテル浦島、日本高速フェリー
- プロデューサー補：中西源四郎
- 撮影：木村公明
- 照明：小林恒雄、木村吉昭
- 美術：阿部三郎
- 録音：牛窪秀夫、山本矢平、井垣良浩
- 音楽：渡辺岳夫
- 助監督：吉冨友也、後藤秀司、渡辺隆一郎、崔洋一
- 編集：エディ編集室
- キャスティング：池亀修
- 制作主任：川島富雄
- 記録：熊野煕子、津田のり子
- 色彩計測：佐藤和美
- 美粧：おかもと技粧
- 小道具：高津映画装飾
- 衣裳：京都衣裳
- 効果：東洋音響
- 録音スタジオ：アオイスタジオ
- 現像：東京現像所
- 衣裳協力（池上季実子）：ニットファッションワールド、スポーツウェアデサント
- アニメーション製作：マッドプロダクション
- 製作：東京12チャンネル、東京ムービー

主題歌
- 「わたしの誠」
- 歌：池上季実子
- 作詞：梶原一騎
- 作曲：渡辺岳夫
- 編曲：松山祐士
- （東芝レコード）

放送リスト
| 放送日         | 話数 | サブタイトル           | 脚本              | 監督       |
| -------------- | ---- | ---------------------- | ----------------- | ---------- |
| 1974年 10月4日 | 1    | 愛は平和ではない       | 中西隆三          | 野村孝     |
| 10月11日       | 2    | くたばれ名門校         | 高山由紀 中西隆三 | 野村孝     |
| 10月18日       | 3    | 俺を買う奴は誰だ       | 中西隆三 横田与志 | 野村孝     |
| 10月25日       | 4    | 君のためなら死ねる     | 中西隆三 安藤豊弘 | 野村孝     |
| 11月1日        | 5    | 否定・・・・しません   | 中西隆三 雪室俊一 | 野村孝     |
| 11月8日        | 6    | 愛は戦いである         | 中西隆三          | 野村孝     |
| 11月15日       | 7    | 血のラスト・ラウンド   | 中西隆三          | 中西源四郎 |
| 11月22日       | 8    | 最悪の日               | 中西隆三          | 中西源四郎 |
| 11月29日       | 9    | 死を賭ける             | 中西隆三          | 中西源四郎 |
| 12月6日        | 10   | 退学志願               | 中西隆三          | 中西源四郎 |
| 12月13日       | 11   | 無制限全員スパーリング | 中西隆三          | 中西源四郎 |
| 12月20日       | 12   | 正義の大乱闘           | 中西隆三          | 野村孝     |
| 12月27日       | 13   | 学園のジャンヌ・ダルク | 中西隆三          | 野村孝     |
| 1975年 1月3日  | 14   | 悪の花園               | 中西隆三          | 野村孝     |
| 1月10日        | 15   | ボディ・ガード教師     | 中西隆三          | 野村孝     |
| 1月17日        | 16   | 影の大番長             | 中西隆三          | 野村孝     |
| 1月24日        | 17   | 平手打ちへの報酬       | 中西隆三          | 後藤秀司   |
| 1月31日        | 18   | 大番長の罠             | 中西隆三          | 後藤秀司   |
| 2月7日         | 19   | 権現橋の決闘           | 中西隆三          | 後藤秀司   |
| 2月14日        | 20   | ゴリラの影             | 中西隆三          | 後藤秀司   |
| 2月21日        | 21   | スケバン反乱軍         | 中西隆三          | 後藤秀司   |
| 2月28日        | 22   | スペシャル・リンチ     | 中西隆三          | 根本順善   |
| 3月7日         | 23   | 大番長の行方           | 中西隆三          | 根本順善   |
| 3月14日        | 24   | 南国への追跡           | 中西隆三          | 野村孝     |
| 3月21日        | 25   | 愛と死のさすらい       | 中西隆三          | 野村孝     |
| 3月28日        | 26   | 波濤に消えて           | 中西隆三          | 野村孝     |

放送局
- 東京12チャンネル：金曜 19:00 - 19:30
- 北海道テレビ：土曜 15:30 - 16:00[79]
- 青森テレビ：土曜 19:00 - 19:30[80]
- 秋田テレビ：金曜 19:00 - 19:30[81]
- 東北放送：土曜 23:45 - 24:15[80]
- テレビ山梨：金曜 19:00 - 19:30[81]
- 静岡放送：木曜 19:00 - 19:30[82]
- 信越放送：木曜 19:00 - 19:30[82]
- KBS京都：日曜 19:00 - 19:30[83]
- サンテレビ：水曜 20:00 - 20:30[84]
- 日本海テレビ：土曜 18:00 - 18:30[85]
- 山陽放送
- 大分放送：日曜 18:00 - 18:30[86]
- テレビ熊本：火曜 18:00 - 18:30[87]
- 宮崎放送：日曜 18:00 - 18:30[88]
- 鹿児島テレビ：木曜 17:20 - 17:50[88]
- 琉球放送：木曜 18:00 - 18:30[89]

| 東京12チャンネル 金曜19時台前半 | 東京12チャンネル 金曜19時台前半 | 東京12チャンネル 金曜19時台前半 |
| 前番組                          | 番組名                          | 次番組                          |
| ------------------------------- | ------------------------------- | ------------------------------- |
| ハクション大魔王                | 純愛山河 愛と誠                 | 7時のナマナマ歌謡曲             |

## その他の作品

### ラジオドラマ
青春ラジオ劇画・愛と誠
1974年4月8日 - 10月4日 ニッポン放送
恒藤進（太賀誠）、松原愛 （早乙女愛）、小野進也（城山）、剛達人（火野）、鈴木ヒロミツ（ナレーション）

### 舞台版
梶原一騎17回忌追悼企画・愛と誠
2003年10月9日 - 10月13日（萬スタジオ）
月蝕歌劇団（聖同盟＋幻同盟合同公演第4弾）脚色・演出：高取英
瑠笑（太賀誠）、 一の瀬めぐみ（早乙女愛）、長崎萌（高原由紀）、保鳴美凛（岩清水弘）

### パチンコ
CR愛と誠（2007年 奥村遊機）
太賀誠、早乙女愛、岩清水弘には声優が起用されているが、担当声優はいずれも発表されていない。

### レコード
愛と誠／愛のテーマ
歌：あいとまこと（あい、まこと）、作詞：梶原一騎、作曲：馬飼野康二